# الحيوف (بني حشيش)

تعديل مصدري - تعديل

الحيوف هي إحدى قرى عزلة رجام بمديرية بني حشيش التابعة لمحافظة صنعاء، بلغ تعداد سكانها 2254 نسمة حسب تعداد اليمن لعام 2004.